# Aces High
Aces High (рус. «Асы в небе»; дословно — «Асы высоко») — одиннадцатый сингл британской хеви-метал-группы Iron Maiden. Этот сингл достиг 20 позиции в чартах синглов Британии, а также появился в качестве саундтрека к компьютерной игре Carmageddon II Carpocalypse Now. Помимо этого сингла с альбома Powerslave вышел сингл 2 Minutes to Midnight.
Текст песни посвящён британским лётчикам Второй мировой войны.

## Сингл

### Обложка
На лицевой стороне обложки изображён Эдди в качестве британского пилота Второй мировой во время воздушного боя. На обратной стороне диска изображена боковая часть истребителя Spitfire Mk.IX, на которой нарисованы головы Эдди с первых пяти альбомов коллектива. Лётчики Второй Мировой показывали таким образом количество сбитых ими самолётов. Создателем обложки выступил Дерек Риггс.

### Список композиций
1. Aces High — 04:29 (Стив Харрис)
2. King Of Twilight (Nektar cover) — 04:54 (Nektar)
3. Number Of The Beast (live) — 04:59 (Стив Харрис)

### Состав
- Брюс Дикинсон — вокал
- Дэйв Мюррей — гитара
- Эдриан Смит — гитара
- Стив Харрис — бас-гитара, бэк-вокал
- Нико МакБрэйн — ударные